# العلاقات البيلاروسية الليختنشتانية
العلاقات البيلاروسية الليختنشتانية هي العلاقات الثنائية التي تجمع بين روسيا البيضاء وليختنشتاين.

## مقارنة بين البلدين
هذه مقارنة عامة ومرجعية للدولتين:
| وجه المقارنة                                              | روسيا البيضاء                    | ليختنشتاين                                 |
| --------------------------------------------------------- | -------------------------------- | ------------------------------------------ |
| المساحة (كم2)                                             | 207.60 ألف                       | 16                                         |
| عدد السكان (نسمة)                                         | 9.50 مليون                       | 37.47 ألف                                  |
| الكثافة السكانية (ن./كم²)                                 | 45.76                            | 234.19 ألف                                 |
| العاصمة                                                   | مينسك                            | فادوتس                                     |
| اللغة الرسمية                                             | اللغة البيلاروسية، اللغة الروسية | اللغة الألمانية                            |
| العملة                                                    | روبل بلاروسي                     | فرنك سويسري                                |
| الناتج المحلي الإجمالي (بليون دولار)                      | 54.44 مليار                      | 6.29 مليار                                 |
| الناتج المحلي الإجمالي (تعادل القوة الشرائية) بليون دولار | 168.35 مليار                     |                                            |
| الناتج المحلي الإجمالي الاسمي للفرد دولار أمريكي          | 5.74 ألف                         |                                            |
| الناتج المحلي الإجمالي للفرد دولار أمريكي                 | 18.18 ألف                        |                                            |
| مؤشر التنمية البشرية                                      | 0.798                            | 0.908                                      |
| رمز المكالمات الدولي                                      | +375                             | +423                                       |
| رمز الإنترنت                                              | .by، .бел                        | .li                                        |
| المنطقة الزمنية                                           | ت ع م+03:00                      | توقيت وسط أوروبا، ت ع م+01:00، ت ع م+02:00 |

## منظمات دولية مشتركة
يشترك البلدان في عضوية مجموعة من المنظمات الدولية، منها:
| علم المنظمة | اسم المنظمة                    | تاريخ انضمام روسيا البيضاء | تاريخ انضمام ليختنشتاين |
| ----------- | ------------------------------ | -------------------------- | ----------------------- |
|             | الاتحاد البريدي العالمي        | ?                          | ?                       |
|             | الاتحاد الدولي للاتصالات       | 7 مايو 1947                | 25 يوليو 1963           |
|             | منظمة حظر الأسلحة الكيميائية   | ?                          | ?                       |
|             | الأمم المتحدة                  | 24 أكتوبر 1945             | 18 سبتمبر 1990          |
|             | منظمة الأمن والتعاون في أوروبا | 30 يناير 1992              | 25 يونيو 1973           |
|             | منظمة الشرطة الجنائية الدولية  | ?                          | ?                       |

## وصلات خارجية
- موقع وزارة الخارجية البيلاروسية